# 萊塞爾·伊格萊西亞斯
萊塞爾·伊格萊西亞斯·崔維耶索（西班牙語：Raisel Iglesias Travieso，1990年1月4日—），為美國職棒大聯盟的投手，目前效力於亞特蘭大勇士。他先前曾效力過紅人與天使等隊。

## 職業生涯

### 辛辛那提紅人
2014年6月27日，伊格萊西亞斯與紅人簽下7年2,700萬美元的合約。2015年春訓，球隊將他安排為先發投手。4月12日，伊格萊西亞斯登上大聯盟。不過他因為受傷，整季僅出賽18場比賽。他拿下3勝7敗，投出104次三振。隔年他成為球隊的開幕戰先發投手，之後便轉往牛棚。2019年，伊格萊西亞斯拿下生涯新高的單季34次救援成功。2020年8月8日，他拿下生涯第100次救援成功。整季他拿下4勝3敗，防禦率2.74。

### 洛杉磯天使
2020年12月7日，紅人將伊格萊西亞斯交易到天使，換來Noé Ramirez及Leo Rivas。2021年4月，伊格萊西亞斯獲選為美聯單月最佳救援投手。整季他拿下34次救援成功，防禦率2.57。2021年12月1日，他和天使隊續簽4年5,800萬美元的延長合約。

## 個人生活
2018年球季中，伊格萊西亞斯的長子出生。

## 外部連結
- 瑞塞爾·伊格萊西亞斯在美國職棒（英语）
- 瑞塞爾·伊格萊西亞斯在Baseball-Reference.com（大聯盟）（英语）
- 瑞塞爾·伊格萊西亞斯在Baseball-Reference.com（小聯盟以及海外聯盟）（英语）
- 瑞塞爾·伊格萊西亞斯在ESPN（MLB）（英语）
- 瑞塞爾·伊格萊西亞斯在FanGraphs.com（英语）
- 瑞塞爾·伊格萊西亞斯在The Baseball Cube（英语）
- 萊塞爾·伊格萊西亞斯在台灣棒球維基館上的頁面（繁體中文）